# Tomonobu Yokoyama
Tomonobu Yokoyama (横山 知伸 Yokoyama Tomonobu?, Nerima, Tokio, 18 de marzo de 1985 - 4 de enero de 2024) fue un futbolista japonés que se desempeñaba como defensa en el FC Gifu de la J2 League.

## Trayectoria

### Clubes
| Club                                | País  | Año         |
| ----------------------------------- | ----- | ----------- |
| Kawasaki Frontale                   | Japón | 2008 - 2011 |
| Cerezo Osaka                        | Japón | 2012 - 2013 |
| Omiya Ardija                        | Japón | 2014 - 2017 |
| Hokkaido Consadole Sapporo (cedido) | Japón | 2017        |
| Hokkaido Consadole Sapporo          | Japón | 2018        |
| Roasso Kumamoto (cedido)            | Japón | 2018        |
| FC Gifu                             | Japón | 2019 - 2020 |

## Estadística de carrera

### J. League
| Club                       | Año   | J. League | J. League | Copa J. League | Copa J. League | Total | Total |
| Club                       | Año   | Part.     | Goles     | Part.          | Goles          | Part. | Goles |
| -------------------------- | ----- | --------- | --------- | -------------- | -------------- | ----- | ----- |
| Kawasaki Frontale          | 2008  | 16        | 0         | 3              | 0              | 19    | 0     |
| Kawasaki Frontale          | 2009  | 26        | 0         | 3              | 0              | 29    | 0     |
| Kawasaki Frontale          | 2010  | 24        | 0         | 4              | 0              | 28    | 0     |
| Kawasaki Frontale          | 2011  | 10        | 1         | 0              | 0              | 10    | 1     |
| Cerezo Osaka               | 2012  | 9         | 2         | 4              | 0              | 13    | 2     |
| Cerezo Osaka               | 2013  | 11        | 1         | 3              | 0              | 14    | 1     |
| Omiya Ardija               | 2014  | 21        | 0         | 4              | 0              | 25    | 0     |
| Omiya Ardija               | 2015  | 41        | 3         | -              | -              | 41    | 3     |
| Omiya Ardija               | 2016  | 19        | 1         | 4              | 0              | 23    | 1     |
| Hokkaido Consadole Sapporo | 2017  | 26        | 2         | 4              | 0              | 30    | 2     |
| Total                      | Total | 203       | 10        | 29             | 0              | 232   | 10    |

## Muerte
Falleció el día 4 de enero de 2024 a causa de un tumor cerebral, a la edad de 38 años.